# استلا زاخارووا
استلا زاخارووا (به انگلیسی: Stella Zakharova) ژیمناست زادهٔ ۱۲ ژوئیهٔ ۱۹۶۳ میلادی اهل کشور شوروی است.